# Cardamine carnosa
Cardamine carnosa är en korsblommig växtart som beskrevs av Franz de Paula Adam von Waldstein-Wartemberg och Pál Kitaibel. Cardamine carnosa ingår i släktet bräsmor, och familjen korsblommiga växter. Inga underarter finns listade i Catalogue of Life.